# Omron Corporation Handball Team
Omron Corporation - Handball Team er en japansk kvindehåndboldklub beliggende i Kyoto i Japan. Klubben spiller i Japans håndboldliga. Klubben blev grundlagt i 1974 og blev lavet i samarbejde med det japanske elektronikfirma Omron.

## Resultater
- Japans håndboldliga:
  -  Guld: 1997, 1998, 2005, 2006, 2007, 2008, 2009, 2013, 2014
  -  Sølv: 2011, 2012, 2014, 2015, 2016, 2017
  -  Bronze: 2018, 2019

## Spillertruppen 2019-20
| Målvogtere - 01 Yumi Miyakawa - 12 Sato Shiroishi - 16 Ayana Watanabe Fløjspillere RW - 11 Kana Ozaki LW - 02 Chie Katsuren - 13 Mika Eto Stregspillere - 09 Shiori Nagata - 10 Marina Yamashita - 14 Yukari Kawamata - 15 Chika Takehara - 19 Ayumi Fukui | Bagspillere LB - 04 Yukiko Yoshida - 18 Miki Ijichi CB - 06 Yuka Ishii - 08 Runa Nishio RB - 05 Momoka Takasugi - 07 Ikumi Iwabuchi |